# محمد صدقی
محمد صدقی (انگلیسی: Mohamed Sedki؛ زادهٔ ۲۵ اوت ۱۹۶۱) بازیکن فوتبال است.
وی همچنین در تیم ملی فوتبال مصر بازی کرده‌است.